# İlhan Şahin
İlhan Şahin (30 augustus 1980, Kartal, Istanboel) is een Turkse voetballer. Hij speelt in de Turkse Bank Asya 1. Lig voor de club Göztepe.
Hij begon met professioneel voetbal toen hij 19 jaar oud was bij Beşiktaş JK. Hij heeft in totaal 29 doelpunten gemaakt in 13 jaar. Hij heeft 220 wedstrijden intotaal gespeeld. Zijn positie op het veld is verdediger.